# قاعده یقین
قاعده یقین که به آن شک ساری نیز گفته می‌شود از قواعد اصولی است که حجیت آن مورد اختلاف فقها و اصولیون می‌باشد. قاعده یقین حکم به بقای یقین سابق هنگام شک در اصل همان یقین است. طبق این قاعده هنگامی که شخص در گذشته به چیزی یقین داشت ولی پس از مدتی به آن یقین سابقش شک می‌کند که آیا واقعاً یقینش مطابق با واقع بوده یا نه؟ حکم به بقای آن یقین می‌کند.

## حجیت
اکثریت فقیهان شیعه قائل به عدم حجیت قاعده یقین هستند. زیرا دلیلی بر حجت آن در فقه وجود ندارد مگر روایتی که آخوند خراسانی در کتاب کفایه الاصول برای این قاعده آورده و خودش نیز آن را رد کرده‌است. البته کسانی برای حجیت این قاعده به بناء عقلا تمسک کرده‌اند که اکثریت اصولیون این استدلال را نپذیرفته و آن را از مصادیق بناء عقلا ندانسته اند.
شیخ انصاری در کتاب رسائل چنین می‌نویسد:
وحاصل الکلام فی هذا المقام، هو أنه: إذا اعتقد المکلف قصورا أو تقصیرا بشئ فی زمان - موضوعا کان أو حکما، اجتهادیا أو تقلیدیا - ثم زال اعتقاده، فلا ینفع اعتقاده السابق فی ترتب آثار المعتقد، بل یرجع بعد زوال الاعتقاد إلی ما یقتضیه الأصول بالنسبة إلی نفس المعتقد، وإلی الآثار المترتبة علیه سابقاً أو لاحقا
نتیجه‌گیری سخن ذر این موضوع این است که: زمانی که مکلف به واسطه تقصیر یا قصور به چیزی در زمان اعتقاد پیدا کند -(چه آن اعتقاد در) موضوع باشد یا در حکم، یا در تقلید باشد یا در اجتهاد- سپس آن اعتقادش از بین برود؛ در این صورت اعتقاد قبلی او آثار یقین را بر متیقن مترتب نمی‌کند، بلکه آن مکلف باید پس از فروپاشی اعتقادش به آنچه که اقتضای اصول در آن متیقن و آثار مترتبه قبل و بعد آن است رجوع کند.

## ارکان
عناصری که قوام قاعده یقین به آن‌ها بستگی دارد و در صورت فقدان یکی از آن‌ها، قاعده یقین تحقق پیدا نکند را ارکان قاعده یقین می‌گویند. برخی این ارکان را اینگونه شمرده‌اند:
- وحدت متعلق شک و یقین
- وحدت زمان مشکوک و متیقن
- تعدد زمان یقین و شک[نیازمند منبع]

## تفاوت قاعده یقین با استصحاب
در مورد این قاعده، شک و یقین در آنِ واحد در ضمیر شخص واحد جمع نمی‌شود یعنی با حدوث شک، یقین محو می‌گردد به عکس استصحاب که حدوث شک بعد از یقین، سرایت به آن یقین نمی‌کند. مثال: قاضی عدالت شاهد را احراز کرد و در اثناء رسیدگی سببی پدید آمد که موجب شک در عدالت شاهد گردید. به عبارت دیگر بین قاعده یقین و استصحاب دو تفاوت اصلی وجود دارد:
1. در استصحاب شک و یقین در یک زمان در مکلف وجود دارد اما در این قاعده زمان وجود یقین با زمان وجود شک متفاوت است.
2. در استصحاب زمان وجود مشکوک با زمان وجود متیقن متفاوت است اما در قاعده یقین یکی است، در نتیجه متعلّق یقین حدوث شیء و متعلق شک بقاء شیء است، بنابراین از حیث متعلّق بین‌شان فرق وجود دارد. در قاعدهٔ یقین شک به همان چیزی تعلق پیدا می‌کند که یقین به آن تعلق پیدا کرده. اما در استصحاب این‌ها مختلف‌اند.[۶][۷]